# Vicente Paredes
Vicente Paredes Guillén (Gargüera, 12 de enero de 1840-Plasencia, 31 de enero de 1916), fue un arquitecto, historiador y escritor español, centrado en el estudio de Extremadura. En enero de 1916, el día de su cumpleaños, sufrió un ataque de parálisis que, pocos días después, le llevaría a la tumba. Entre sus obras se contaron títulos como Origen de los nombres de Extremadura (Plasencia), Historia de los tramontanos celtíberos (Plasencia, 1888), Los Zúñigas, señores de Plasencia (Cáceres, 1909) y Orígenes históricos de la leyenda La Serrana de la Vera (Cáceres, 1915). En su faceta de arquitecto, fue artífice de la iglesia de Santa María en Don Benito, de finales del siglo XIX y escribió varios libros, destacando por su interés su manuscrito sobre construcción de bóvedas tabicadas en Extremadura.

## Biografía
En 1868 obtiene la titulación de arquitecto por la Escuela Especial de Arquitectura de Madrid. Obtiene plaza como arquitecto provincial y en 1869 trabaja en Trujillo, pero la muerte violenta de su padre le obliga a ocuparse de problemas familiares y se traslada a Plasencia, donde ocupa el cargo de arquitecto municipal. Como arquitecto municipal realiza la plaza de toros y el antiguo Mercado de Abastos, así como el proyecto de alcantarillado de la Puerta del Sol o la de Talavera en 1890.  En Don Benito (Badajoz), es autor de dos iglesias neohistoricistas con estilos medievales: Santa María y San Juan Bautista.[cita requerida]
En 1897 fue nombrado académico  de la Real Academia de la Historia. En 1899, fundó la Revista de Extremadura. Mantuvo relaciones de amistad con varios intelectuales extremeños como Sanguino Michel, García-Plata de Osma, o  Publio Hurtado  con los que mantuvo correspondencia, así como con arqueólogos de la talla de Mélida,  Schulten o J. Leite de Vasconcellos. Mélida le dedica muchos comentarios en su catálogo monumental, y realizó con él varias excursiones por la vía de la Plata, tema al que se dedicó desde 1906  y dejó  plasmado en dibujos, apuntes, planos y en una interesante correspondencia con la secretaría de la Revista de Extremadura. Hizo también un estudio de los caminos prerromanos en cuyos planos va indicando la localización de los toros de piedra o verracos que él relaciona con la trashumancia.[cita requerida]